# Falbalas
Falbalas is een Franse film van Jacques Becker die werd uitgebracht in 1945.

## Verhaal
Het verhaal speelt zich af in de Parijse modewereld. De jonge Micheline wil in Parijs haar huwelijk voorbereiden met haar verloofde, Daniel Rousseau, een zijdeproducent uit Lyon.
De cynische modeontwerper Philippe Clarence is de beste vriend van Rousseau en een onverbeterlijke en gewetenloze vrouwenverleider. Hij ontmoet Micheline die niet ongevoelig is voor zijn charmes. Hij deinst er niet voor terug haar te verleiden. Hij ziet haar als een aangenaam tijdverdrijf in afwachting dat hij zich kan concentreren op zijn nieuwe collectie. 
Een tijdje later laat hij Micheline vallen. Na haar slippertje vindt zij dat ze niet meer kan trouwen. Enkele weken later heeft Philippe spijt van zijn beslissing en hij probeert Micheline's hart opnieuw te veroveren. Hij vangt echter bot want Micheline geeft niet meer toe.  
Hij is echter zo verslingerd aan haar geworden dat hij niet alleen zijn minnaressen laat zitten maar geleidelijk gek wordt. 

## Rolverdeling
| Acteur            | Personage                           |
| ----------------- | ----------------------------------- |
| Raymond Rouleau   | Philippe Clarence                   |
| Micheline Presle  | Micheline Lafaurie                  |
| Jean Chevrier     | Daniel Rousseau                     |
| Gabrielle Dorziat | Solange, de assistente van Philippe |
| Françoise Lugagne | Anne-Marie                          |
| Jeanne Fusier-Gir | Paulette                            |
| Jane Marken       | mevrouw Lesurque                    |
| Christiane Barry  | Lucienne                            |
| Rosine Luguet     | Rosette Lesurque                    |
| Marcelle Hainia   | Juliette                            |
| François Joux     | Murier                              |
| Marc Dolnitz      | Alain Lesurque                      |
| Nicolas Amato     | Antoine                             |